# Kawanishi K6K
Kawanishi K6K (яп. １１試水上中間練習機, Навчальний експериментальний гідролітак підвищеної підготовки морський) — проєкт навчального літака Імперського флоту Японії періоду 1930-х років.

## Історія створення
У 1937 році командування Імперського флоту Японії сформулювало технічні вимоги 11-Сі та оголосило конкурс на розробку літака підвищеної підготовки. У конкурсі взяли участь фірми Kawanishi, Mitsubishi та Watanabe, чиї проєкти отримали позначення K6K, K6M та K6W відповідно.
Літак фірми Kawanishi — одностійковий біплан змішаної конструкції, був оснащений двигуном повітряного охолодження  Nakajima Kotobuki 2 Kai 1 потужністю 460 к.с. Перший з трьох прототипів був готовий у 1938 році.
Випробування, проведені флотом, показали погані посадкові характеристики літака.
У 1940 році фірма Kawanishi модернізувала літак, але і ця модифікація не задовольнила військових, і флот відмовився від укладання контракту.

### Технічні характеристики
- Екіпаж: 2 чоловік
- Довжина: 9,30 м
- Висота: 4,00 м
- Розмах крил: 12,20 м
- Площа крил: 30,00 м²
- Маса пустого: 1 300 кг
- Маса спорядженого: 1 800 кг
- Двигуни: 1 х Nakajima Kotobuki 2 Kai 1
- Потужність: 460 к. с.

### Льотні характеристики
- Максимальна швидкість: 232 км/г
- Крейсерська швидкість: 160 км/г
- Тривалість польоту: 6 год